# USS Meade (DD-274)
Za druga plovila z istim imenom glejte USS Meade.
USS Meade (DD-274) je bil rušilec razreda Clemson v sestavi Vojne mornarice Združenih držav Amerike.
Rušilec je bil poimenovan po admiralu Richardu Worsamu Meadu III..

## Zgodovina
V sklopu sporazuma rušilci za baze je bila 26. novembra 1940 ladja predana Kraljevi vojni mornarici, kjer so ladjo preimenovali v HMS Ramsey (G60).